# Sona (Olaszország)
Sona település Olaszországban, Veneto régióban, Verona megyében. Lakosainak száma 17 537 fő (2023. január 1.). Sona Bussolengo, Castelnuovo del Garda, Sommacampagna, Valeggio sul Mincio és Verona községekkel határos.

## Népesség
A település népességének változása:
| Lakosok száma | 17 630 | 17 694 | 17 537 |
|               | 2017   | 2018   | 2023   |